# محطة سيبيريا للطاقة النووية

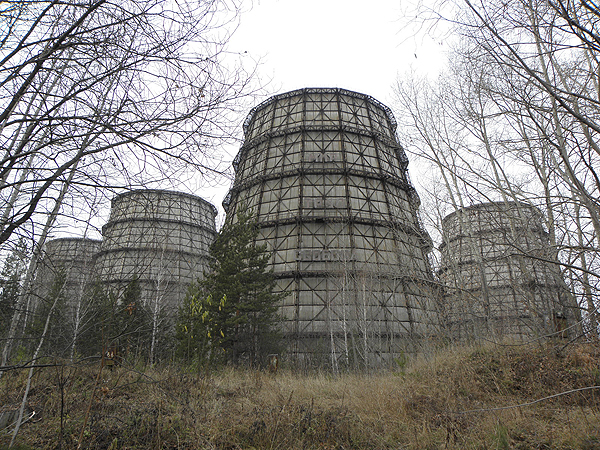
محطة سيبيريا

محطة سيبيريا للطاقة النووية تم بناء محطة سيبيريا للطاقة النووية (محطة سيبرسكايا للطاقة النووية) في مدينة سفيرسك (تعرف سابقًا باسم تومسك -7) في تومسك أوبلاست حيث كانت ثاني محطة للطاقة النووية في الاتحاد السوفيتي وأول محطة للطاقة النووية على نطاق صناعي في الدولة.

## نبذة
كانت أول محطة طاقة نووية بُنيت في أوبنينسك بطاقة 6 ميجاوات فقط.